# Adattárház
Az adattárház egy szervezet történeti adatainak fő tárhelye. Az adatait a szervezetben található más informatikai rendszerektől - adattárház terminológia szerint a forrásrendszerektől - veszi át, a célja pedig, hogy olyan rendszereket lásson el adatokkal, mint a döntéstámogató rendszerek, a vezetői információs rendszerek vagy adatbányász szoftverek. Az adattárház a vezetők számára optimalizált formában, a vezetői információigényeknek megfelelő aggregáltságú és szervezettségű adatokat tartalmaz, illetve lehetővé teszi ezek sokoldalú lekérdezését, magas szintű analitikus műveletek végzését.
Az adattárházak létét elsősorban az indokolja, hogy egy szervezet (vállalat, hivatal) napi működését támogató informatikai rendszerek az egyes tranzakciók (adatbevitel, adatmódosítás módosítás) egyszerű és gyors végrehajtására vannak optimalizálva, így kevéssé alkalmasak a sok adatot összevontan kezelő elemzői/vezetői lekérdezések kiszolgálására. Az adattárházak alapkoncepciója, hogy a megváltozott és az új adatokat adott gyakorisággal (jellemzően naponta) egyszer átveszik a forrásrendszerektől, majd minden további elemzői/vezetői lekérdezést, illetve rendszert már az adattárház szolgál ki, ezzel mentesítve az alaprendszert az ilyen erőforrásigényes és nehezen előrejelezhető terhelésektől. Az adattárház adattárolása (jó esetben) éppen az ilyen sok adatot érintő lekérdezések kiszolgálására van optimalizálva, így az elemzői/vezetői riportok is gyorsabban futnak.
Az összvállalati szintű adatkezelést a központi adattárház a hozzá kapcsolódó adatpiacok integrált rendszerével együtt látja el. Az adatpiacok az adattárházakhoz hasonló adatkezelési képességekkel rendelkeznek, de egy-egy szervezeti egység speciális információs igényeinek megfelelően optimalizáltak.